# O'Darien Bassett
Pour les articles homonymes, voir Bassett.
O'Darien Bassett, né le 17 mai 1986, à Carrollton, Géorgie est un joueur américain de basket-ball.

## Biographie
O'Darien Bassett est connu pour être un joueur très athlétique (très grosse détente), rapide et bon manieur de ballon.
Ce joueur était tout proche de disputer les JO de Pékin au saut en longueur et au triple-saut.
Il a fini 10e des sélections américaines alors que les 7 premiers étaient retenus.
Entre 2013 et 2015, il évolue avec la JL Bourg Basket dans le championnat français.
Le 1er décembre 2015, il part au Venezuela dans le club des Gaiteros del Zulia.

## Clubs successifs
- 2004-2006 :  Okaloosa-Walton CC (Junior College)
- 2006-2008 :  Trojans de Troy (NCAA)
- 2008-2009 :  Kaiserslautern Braves (D2)
- 2009-2010 :  SCM CSU Craiova (en)
- 2010-2011 :  Stade Clermontois (Pro B)
- 2011-2012 :  JSA Bordeaux Basket (Pro B)
- 2012-2013 :  SPO Rouen Basket (Pro B)
- 2013-2014 :  Jeunesse laïque de Bourg-en-Bresse (Pro B)
- 2014-2015 :
  -  Jeunesse laïque de Bourg-en-Bresse (Pro A)
  -  Huracanes del Atlántico (en)
  -  San Sebastian
  -  Parque Hostos
- Depuis décembre 2015 :  Gaiteros del Zulia

## Statistiques

### Universitaires
Les statistiques en matchs universitaires d'O'Darien Bassett sont les suivants :
| Année     | Équipe | Matches | Titul. | Min./m. | %tir | %3pts | %l-f | rbds/m. | pass/m. | int/m. | ctr/m. | pts/m. |
| --------- | ------ | ------- | ------ | ------- | ---- | ----- | ---- | ------- | ------- | ------ | ------ | ------ |
| 2006-2007 | Troy   | 30      | 25     | 30,9    | 41,4 | 37,9  | 76,0 | 2,10    | 3,03    | 0,93   | 0,10   | 15,10  |
| 2007-2008 | Troy   | 31      | 31     | 30,8    | 41,2 | 34,2  | 81,8 | 3,87    | 2,35    | 1,29   | 0,10   | 18,19  |
| Total     |        | 61      | 56     | 30,9    | 41,3 | 35,8  | 79,5 | 3,00    | 2,69    | 1,11   | 0,10   | 16,67  |

## Palmarès
- Vainqueur des Playoffs de Pro B avec la JL Bourg en 2014[4].